# Paonias excaecata
Paonias excaecata ist ein Schmetterling (Nachtfalter) aus der Familie der Schwärmer (Sphingidae). 

## Merkmale

### Falter
Die Falter haben eine Vorderflügellänge von 24 bis 40 Millimetern. Sie können von den anderen Arten der Gattung Paonias vor allem durch den Außenrand der Vorderflügel unterschieden werden. Dieser ist bei Paonias excaecata über die gesamte Länge stark gewellt, hingegen bei Paonias myops ziemlich gleichmäßig mit Bögen nahe der Spitze und dem Analwinkel und nahezu gerade bei Paonias astylus. Auf der Unterseite der Vorderflügel ist die Basis rosa gefärbt, was die Art ebenso von den übrigen ihrer Gattung unterscheidet, allerdings eine Gemeinsamkeit mit den Arten der Gattung Smerinthus bedeutet. Die Falter sind sowohl in ihrer Körpergröße, als auch ihrer Färbung variabel. Individuen aus den Prairie-Provinzen neigen dazu kleiner und viel dunkler gefärbt zu sein, Individuen aus dem Süden der Vereinigten Staaten hingegen sind viel größer. Auch der Anteil von Rosa auf der Vorderflügelunterseite ist variabel.

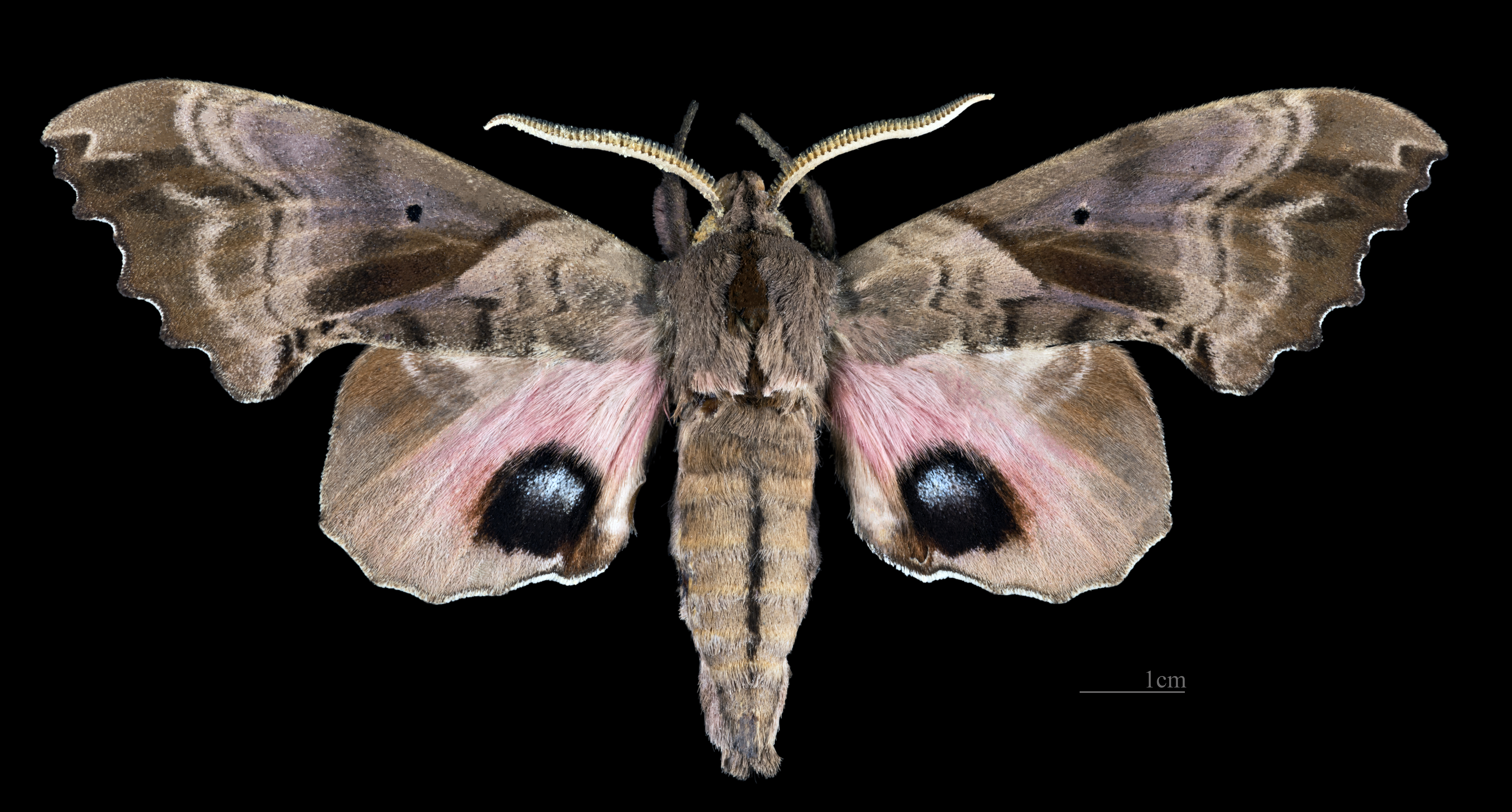
Oberes Gesicht des Männchens.
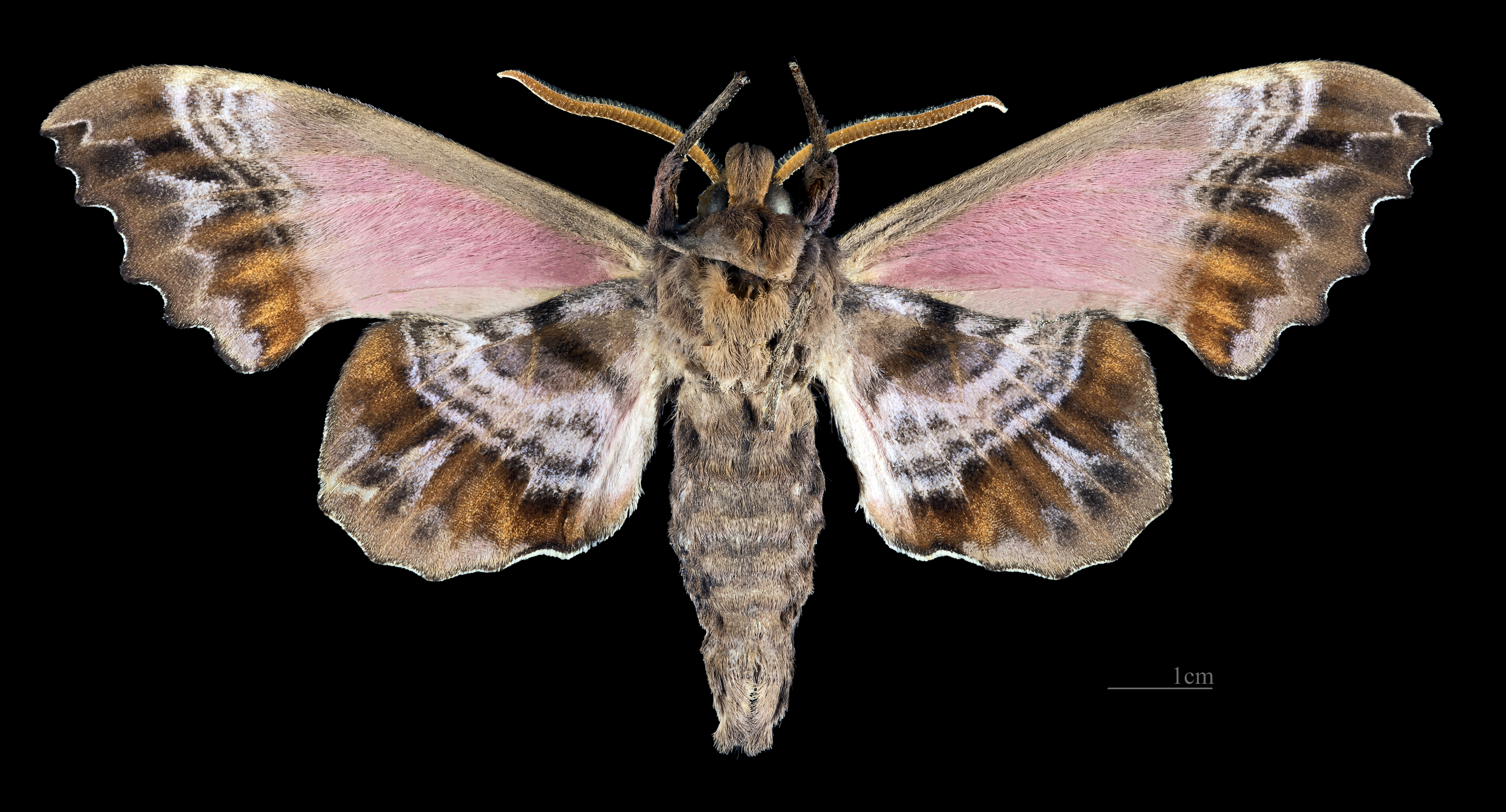
Unteres Gesicht des Männchens.
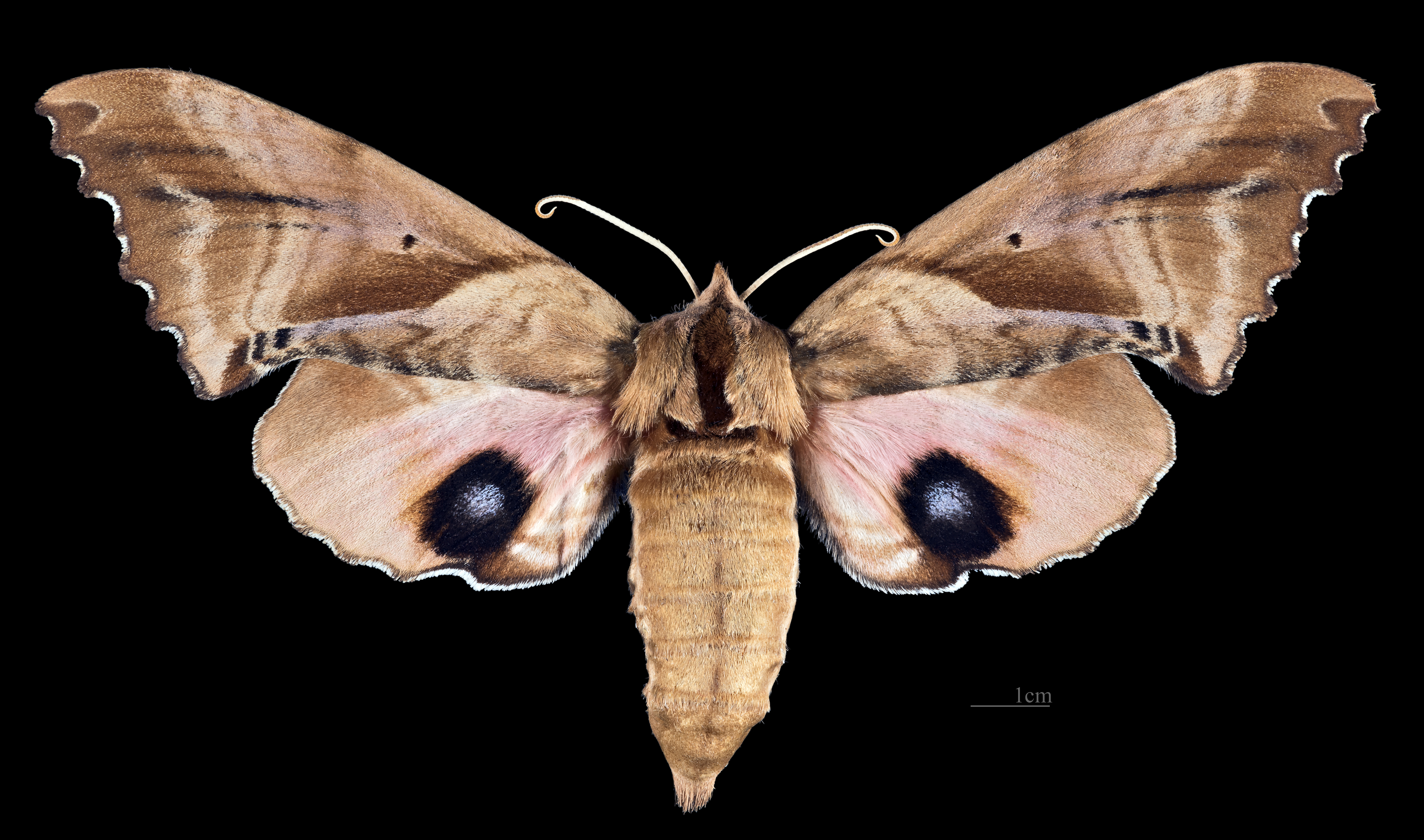
Oberes Gesicht des Weibchens.
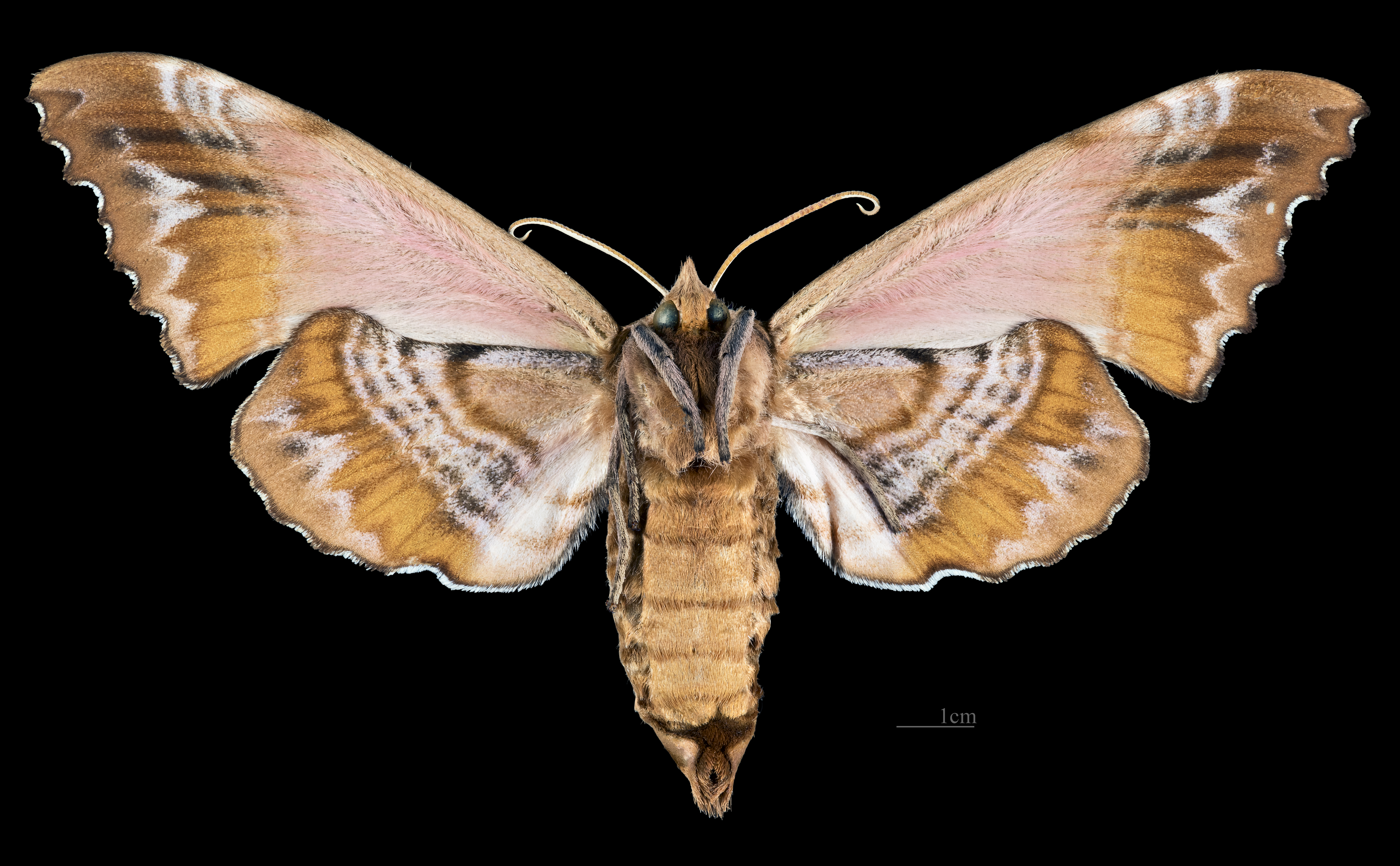
Unteres Gesicht des Weibchens.

### Raupe
Die Raupen sind ab dem zweiten Stadium mit zahlreichen Setae besetzt, die die Körperoberfläche sehr grob erscheinen lassen. An den Seiten tragen sie sieben ziemlich breite, weiße, Schrägstreifen. Bei den meisten Tieren ist nur der letzte Streifen, der bis zum Analhorn reicht, kräftiger gezeichnet. Bei vielen Tieren sind rote bis rötlichbraune Flecken um die Stigmen und am Rücken ausgebildet. Dieses Merkmal kann je nach Individuum sehr variabel ausgebildet sein.

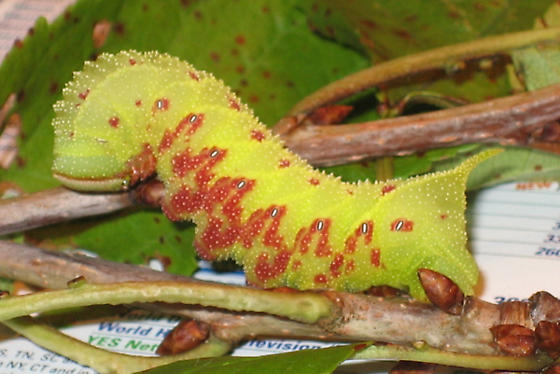
Raupe von Paonias excaecata

### Puppe
Die Puppe ist rötlich braun und hat eine mehr oder weniger raue Oberfläche. Die Hinterleibssegmente sind stellenweise leicht eingebuchtet. Der kurze Saugrüssel ist mit dem Körper verwachsen. Der Kremaster ist kurz, dreieckig und endet in einer scharfen Spitze.

## Vorkommen
Die Art ist in Nordamerika weit verbreitet und kommt sogar weiter nördlich vor, als die ebenso weit verbreitete Paonias myops. Im Süden der Vereinigten Staaten wird die Art jedoch seltener. Man findet sie im Osten von Maine bis nach Zentralflorida. Weiter nach Westen erstreckt sich die Verbreitung über die Great Plains bis in die Region um die Four Corners in Colorado, Utah, Arizona und New Mexico. Nördlich reicht die Verbreitung bis an die Pazifikküste Washingtons, Oregons und dem nördlichen Kalifornien. Im Osten Kanadas ist die Art nördlich bis Nachvak Fiord an der Nordspitze von Labrador und Corner Brook in Neufundland nachgewiesen. Weiter südlich ist die Art in den Provinzen an der Atlantikküste häufig. Die Verbreitung umfasst den Süden Quebecs, und weite Teile Ontarios. In den kanadischen Prairie-Provinzen ist sie im Süden Manitobas, nördlich bis Prince Albert (Saskatchewan) und zumindest nördlich bis Lac La Biche und Fairview in Alberta. In British Columbia ist die Art im Süden bis Vancouver Island verbreitet.
Die Tiere sind in den Laubwäldern der Vereinigten Staaten und Kanadas weit verbreitet. In den Great Plains ist sie jedoch auf Wasserläufe mit Bewuchs von Weidengewächsen und Rosengewächsen beschränkt.

## Lebensweise
Es gibt keine Nachweise darüber, dass die Imagines Nahrung aufnehmen würden. Dass dies nicht geschieht, legen auch die morphologischen Merkmale nahe. Die Falter treten zumindest im Norden ihres Verbreitungsgebietes häufig an künstlichen Lichtquellen auf.
In Kanada und den nördlichen Staaten der USA fliegt die Art in der Regel zwischen Mitte Juni bis Mitte Juli, teilweise auch bis Anfang August. Dabei handelt es sich zweifelsohne um nur eine Generation. Weiter im Süden fliegt die Art deutlich länger. In Florida und Louisiana tritt sie von März bis Oktober in vermutlich mehreren Generationen auf.

### Nahrung der Raupen
Die Raupen ernähren sich von vielen verschiedenen Arten von Laubbäumen und -sträuchern. Sie sind an Rosengewächsen (Rosaceae), Weidengewächsen (Salicaceae), Birkengewächsen (Betulaceae) und Ulmengewächsen (Ulmaceae) nachgewiesen.

## Entwicklung
Die Weibchen legen ihre Eier einzeln an den Raupennahrungspflanzen ab. Die Raupen sind Einzelgänger. Die Verpuppung erfolgt in einer Kammer im Erdboden knapp unter der Oberfläche.

## Belege